# سی‌دی-رام

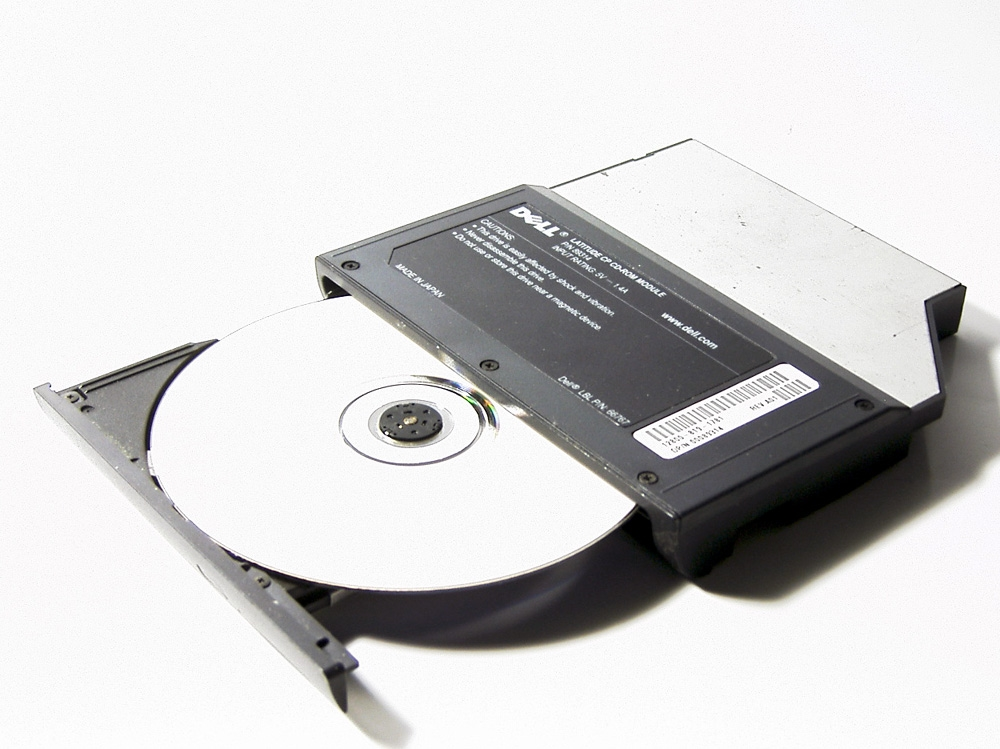
یک سی دی-رام داخل یک درایو دی‌وی‌دی-رام

سی‌دی-رام (به انگلیسی: CD-ROM) نوعی دیسک نوری از قبل به طبع رسیده‌است که داده‌هایی را در خود نگه می‌دارد. این واژه مخفف عبارت Compact Disc Read-Only Memory به معنی «حافظه دیسک نوری فقط خواندنی» (لوح فشرده)است. رایانه‌ها تنها می‌توانند اطلاعات موجود در دیسک‌های نوری را بخوانند و نمی‌توانند هیچ گونه اطلاعاتی را بر روی آن‌ها بنویسند. سی‌دی-رام‌ها رسانه محبوبی برای توزیع کردن نرم‌افزارهای رایانه، بازی‌های ویدئویی، برنامه‌های چندرسانه‌ای هستند، هرچند که می‌توان هر گونه اطلاعاتی را بر روی آن‌ها ذخیره کرد (تا جایی که ظرفیت دیسک اجازه دهد). برخی از سی‌دی-رام‌ها که سی‌دی پیشرفته نام دارند، می‌توانند به شکل هم‌زمان هم داده‌های رایانه‌ای را بر روی خود ذخیره کنند و هم حاوی صدا و صوت باشند. بخش مربوط به داده تنها بر روی رایانه قابل استفاده است و بخشی هم که حاوی صداها است توسط یک پخش‌کننده سی‌دی قابل استفاده است.